# OK-550型原子炉
OK-550型原子炉（OK-550 reactor）は、ソ連海軍の705号計画型潜水艦（NATO報告名:アルファ型）に搭載された原子炉。
濃縮ウラン235燃料を用い、鉛ビスマス合金を一次冷却材とする液体金属冷却炉で、155メガワットの出力を発生させた。
OK-550型はOKBMにて設計され、705号計画型の1番艦K-64ただ1隻のみに搭載された。K-64は1971年12月に竣工と同時に就役し、洋上試験を開始したが、OK-550は信頼性が低く、同年には出港準備中のK-64の冷却材が凝固をはじめ、乗員や専門家が対策に奔走したが凝固が止まらず、原子炉を停止せざるを得なくなった。705号計画型は2番艦以降はBM-40A型原子炉を搭載して建造された。